# Легіоновія
Спортивний клуб «Легіоновія» або просто «Легіоновія» (пол. Klub Sportowy "Legionovia" Legionowo) — польський футбольний клуб з міста Леґьоново, який виступає у Другій лізі.

## Історія
Попередником Легіоновії був Спортивний Клуб Червоних Робітників (далі—СКЧР), який був створений восени 1930 року за ініціативою активістів (в тому числі Яна Лісовського) ОТ-ТУР - леґьоновської філії Польської соціалістичної партії. Першим кроком клубу був вступ до Польського футбольного союзу. А вже через два роки команда розпочала свої виступи у вищому дивізіоні національного чемпіонату. 
Перший матч клубу у чемпіонаті було зіграно у квітні 1932 року. Противником Червоних була єврейська команда зі столиці під назвою «Хапоель». Легіоновія здобула перемогу з рахунком 8:3. Червоні не припиняли свої виступи навіть у період війни та окупації.
Після завершення війни Легіоновія проводила свої домашні матчі в різних місцях, допоки 18 липня 1964 року. Значну роль у будівництві стадіону відіграв почесний громадянин міста Леґьоново Ян Мругаш. У матчі-відкритті стадіону між командами Легіоновія та Світ перемогу святкували господарі з рахунком 3:2.
У 80-их роках XX століття клуб під назвою «Гвардія» виступав при школі Міністерства внутрішніх справ. У 1989 році клуб змінив назву на Легіоновія. А через деякий час почав виступати при Асоціації фізичної культури.  

## Досягнення
- Польська третя ліга з футболу
  -  Чемпіон (1): 2012/2013
  -  Срібний призер (1): 1996/1997

- Польська друга ліга з футболу
  - 4-те місце (1): 2013/2014

## Відомі гравці
- Міха Горопевшек
- Іван Мучак